# Diospilus soporatus
Diospilus soporatus är en stekelart som först beskrevs av Charles Thomas Brues 1910.  Diospilus soporatus ingår i släktet Diospilus och familjen bracksteklar. Inga underarter finns listade i Catalogue of Life.